# Samba (program)
Samba – darmowy serwer plików oraz drukarek, dostępny praktycznie dla każdego systemu. Dostępna jest na licencji GPL (GNU General Public License). Samba korzysta z implementacji protokołu SMB (Server Message Block).
Protokół transmisji wykorzystywany przez Sambę i systemy Microsoftu to SMB (ang. Server Message Block), przy czym jako protokół transportowy niższej warstwy używany jest TCP/IP. W Windows protokołem transportowym może być również NetBEUI i IPX, ale w nowszych wersjach TCP/IP jest domyślną opcją.
Samba pozwala na tworzenie heterogenicznego (mieszanego) środowiska, w którym mogą działać obok siebie komputery z systemem operacyjnym Unix i Linux oraz Windows i wzajemnie korzystać ze swoich zasobów – plików i drukarek. Serwer Samby może na przykład systemom Windows udostępniać drukarkę linuksową lub systemom Unix dawać dostęp do plików środowiska Windows NT. Serwer Samby może być wykorzystany także jako darmowy odpowiednik serwera Windows NT w środowisku Active Directory.
Głównymi zadaniami samby są:
- współdzielenie plików i drukarek
- serwer logowania dla Sieci Windows
- podstawowy kontroler domeny
- serwer przeglądania Windows
- obsługa WINS (internetowy serwer nazw)
- obsługa OpLock (buforowanie plików w komputerach-klientach)
- obsługa LDAP
- synchronizacja haseł pomiędzy systemami Linux i Windows
- obsługa SSL

Serwer samba składa się z trzech demonów:
- SMBD (Server Message Block daemon) demon odpowiedzialny za poprawne działanie serwera. Dla każdego klienta podłączonego do serwera samby działa oddzielny demon SMB. Ponadto demon SMB obsługuje dostęp do plików i drukarek oraz takie żądania jak API programu LAN Manager typu NetServerEnum, NetShareEnum, NetUserGetInfo itp.
- NMBD demon usługi nazw NetBIOS, w poprawnie skonfigurowanym serwerze powinien działać przynajmniej jeden proces nmbd. Jeżeli w serwerze został skonfigurowany parametr pozwalający sambie pracować jako serwer WINS (wins serwer = yes), zostanie utworzona kolejna kopia demona nmbd. Ponadto nmbd obsługuje poszukiwanie nazw NetBIOS oraz żądania wins.
- WINBIND samba za pomocą Winbind pobiera dane na temat użytkowników i grup z Windows oraz odwzorowuje je na lokalne numery ID. Winbind kontroluje usługę winbindd i do jego włączenia nie jest potrzebny działający demon smbd.

## Historia
Samba jest dziełem Andrew Tridgella, który obecnie kieruje grupą programistów Samby ze swojego domu w Canberze w Australii. Projekt ruszył w 1991 roku, kiedy na potrzeby swojej lokalnej sieci Tridgell napisał program serwera plików, który obsługiwał protokół DEC firmy Digital Pathworks. Choć wówczas nie był tego świadom, protokół ten okazał się później protokołem SMB.
Po kilku latach Tridgell rozwinął swój serwer SMB i zaczął dystrybuować go w Internecie pod nazwą SMB Server. Nazwę tę trzeba było zmienić – nosił ją produkt innej firmy – więc spróbowano uniksowego podejścia, stosowanego niekiedy do zmiany nazw plików:
```
grep
 -i 's.*m.*b' /usr/dict/words
```

Odpowiedź brzmiała:
```
salmonberry samba sawtimber scramble
```